# Amastra micans
Amastra micans là một loài ốc sên sống dưới đất trong họ Amastridae. Đây là loài đặc hữu Hawaii.